# スリーインワン
スリーインワン（和製英語: Three-in-one）とは、女性用補正下着（ファウンデーション）の一種で、ブラジャーとウエストニッパーとガーターベルトが一体となったものであり、バスト部分とウエスト部分の補正をひとつの下着で補える。
フランス語ではGuêpière、英語ではBasqueまたはTorsoletteと呼ばれる。
素材には、ナイロン、ポリエステルなど伸縮性の高いものが使われ、バストラインを胸の丸みにそって整え、ウエスト部分を引き締める効果がある。なお、ブラジャーとウエストニッパーが一体となった下着をビスチェといい、ブラジャーとウエストニッパーとガードルが一体となった下着をボディスーツという。